# Liste der Kulturdenkmale in Skäßchen
In der Liste der Kulturdenkmale in Skäßchen sind die Kulturdenkmale des Großenhainer Ortsteils Skäßchen verzeichnet, die bis Dezember 2020 vom Landesamt für Denkmalpflege Sachsen erfasst wurden (ohne archäologische Kulturdenkmale). Die Anmerkungen sind zu beachten.
Diese Aufzählung ist eine Teilmenge der Liste der Kulturdenkmale in Großenhain.

## Skäßchen
| Bild                                    | Bezeichnung | Lage                            | Datierung | Beschreibung | ID       |
| --------------------------------------- | --- | ------------------------------- | --- | --- | -------- |
| Direkt Bild zu diesem Denkmal hochladen | Kirche (mit Ausstattung), Kirchhof mit Einfriedung, Denkmal für die Gefallenen des Ersten und Zweiten Weltkrieges, zwei Grabmalen und Taufbecken auf dem Kirchhof | Alte Hauptstraße (Karte)        | 1904 (Kirche und Orgel); 16. Jahrhundert (Kruzifix); um 1600 (Kindergrabsteine); Mitte 19. Jahrhundert (Taufe) | Kirchenbau stilistisch zwischen Späthistorismus und Reformstil, Ausstattung in Jugendstilformen, von baugeschichtlicher und ortshistorischer Bedeutung. - Kirche (Dehio Sachsen I, S. 802/803): Evangelische Pfarrkirche. Die Saalkirche in Jugendstilformen 1904 von Paul Lange erbaut. Der schlanke Westturm mit schön geschwungener Haube. Der Saal mit Fünfachtelschluss, nördlich und südlich Anbauten. Am Außenbau die Mitte der Langseiten betont durch drei gekuppelte Fenster und Überhöhung des mittleren. Das Satteldach darüber aufgewölbt. Der Bau grau verputzt, alle Gesimse und Laibungen davon rot abgesetzt. - Im Inneren Emporensaal mit zentralisierender Tendenz: Das Tonnengewölbe wird durch die bis zur Mittelachse des Raums einschneidenden Stichkappen der jeweils mittleren Fenster gekreuzt. Der Chor sehr weit und hell. Die Ausstattung in einheitlichen Jugendstilformen. Im Chor drei Kindergrabsteine (um 1600). Auf der Nordempore angebrachtes Kruzifix von eindringlicher Wirkung, gute Schnitzarbeit des 16. Jahrhunderts. Klangschöne kleinere Eule-Orgel im Jugendstilgehäuse von 1904. - Auf dem Friedhof: - Denkmal des Johann Friedrich Mirus († 1753), Sandstein - Denkmal des Pfarrers Clemens Coswig († 1599), heute im Pfarrhaus, zeigt den Pfarrer mit seiner Familie neben Luther und Melanchthon vor einem Berg kniend. Im Hintergrund die hl. Stadt Jerusalem. - 1. Grabmal: aus Sandstein, mit Vanitasmotiv, im unteren Drittel Sarg, Totenkopf und Buchdarstellung, in den oberen beiden Dritteln Landschaftsdarstellung mit Bergmotiv und Baum, an den sich ein weinender Putto lehnt, darüber Kreuz mit Kelch - 2. Grabmal: Sandstein, bezeichnet mit „1831 Joh. Rosina Kirbach“, gotisierende Formen, oberer Abschluss als geschweifter Bogen - Taufbecken: Sandsteintaufbecken mit gekehltem Fuß - Kriegerdenkmal Erster und Zweiter Weltkrieg: grob behauener Sandsteinkubus, an Schauseite Kreuz, darunter Inschrift „Unseren Brüdern / 1914–1918 / 1939–1945“ | 08958665 |
| Direkt Bild zu diesem Denkmal hochladen | Wohnstallhaus und Scheune eines Dreiseithofes | Alte Hauptstraße 19 (Karte)     | Mitte 19. Jahrhundert                                                                                          | Fachwerk-Wohnstallhaus, weitgehend original erhaltene Gebäude im alten Ortskern, baugeschichtlich und wirtschaftsgeschichtlich von Bedeutung, bildet Dreiseithof mit Nummer 21. - Wohnstallhaus: Erdgeschoss massiv, Obergeschoss zweiriegeliges Fachwerk, Giebel Fachwerk, Satteldach - Scheune: massiver Bruchsteinbau, verputzt, zwei Segmentbogeneinfahrten, Belüftungsokuli im Drempel | 08958664 |
| Direkt Bild zu diesem Denkmal hochladen | Wohnhaus (Nr. 45) mit angebautem Stallgebäude, Scheune und Seitengebäude (Wohnstallhaus, Nr. 43) eines Dreiseithofes                                              | Alte Hauptstraße 43, 45 (Karte) | Mitte 19. Jahrhundert (Seitengebäude); 2. Hälfte 19. Jahrhundert (Stallgebäude); um 1904 (Bauernhaus)          | Zeit- und landschaftstypische Gebäude in gutem Originalzustand in ortsbildprägender Lage, massive Bauwerke, Seitengebäude mit klassizistischer Putzfassade, Wohnhaus der Gründerzeit, baugeschichtlich und wirtschaftsgeschichtlich von Bedeutung. - Wohnhaus: zweigeschossiger Putzbau mit profilierten Steingewänden, 4:7 Achsen, einfache Putzgliederung, Ecknutung im Erdgeschoss, Segmentbögen über den Fenstern, profiliertes Gurt- und Traufgesims, Belüftungsokuli über dem Traufgesims, Satteldach - Stallgebäude: anschließend an das Wohnhaus, eingeschossiger Bruchsteinbau, verputzt, Ladeluken Satteldach - Scheune: massiver Bruchsteinbau, verputzt, zwei Segmentbogentore, Belüftungsokuli, Krüppelwalmdach - Seitengebäude (Wohnstallhaus): zweigeschossiger Bruchsteinbau, verputzt, einfache Putzgliederung, im Obergeschoss Putznutung an den Ecken, Sandsteinfenstergewände, originale Tür, originale Fenster, zum Teil Winterfenster erhalten, Satteldach mit Biberschwanzdeckung | 08958668 |

### Ehemaliges Denkmal
| Bild                                    | Bezeichnung                       | Lage                       | Datierung                                | Beschreibung | ID       |
| --------------------------------------- | --------------------------------- | -------------------------- | ---------------------------------------- | --- | -------- |
| Direkt Bild zu diesem Denkmal hochladen | Wohnstallhaus eines Dreiseithofes | Alte Hauptstraße 8 (Karte) | Bezeichnet mit 1878 (im Eingangsbereich) | Breitgelagerter zeit- und landschaftstypischer Bau der Gründerzeit, schönes Zwillingsfenster im Giebel, baugeschichtlich von Bedeutung, bildet Dreiseithof mit Nummer 10 und 12. Zweigeschossiger Bruchsteinbau, verputzt, profilierte Steingewände, profiliertes Gurt- und Kranzgesims, an Längsseite vierachsiger flacher Risalit, im Giebel rundbogige Zwillingsfenster mit gerader Bedachung. Zwischen 2009 und 2014 abgerissen. | 08958663 |

## Tabellenlegende
- Bild: Bild des Kulturdenkmals, ggf. zusätzlich mit einem Link zu weiteren Fotos des Kulturdenkmals im Medienarchiv Wikimedia Commons. Wenn man auf das Kamerasymbol klickt, können Fotos zu Kulturdenkmalen aus dieser Liste hochgeladen werden:
- Bezeichnung: Denkmalgeschützte Objekte und ggf. Bauwerksname des Kulturdenkmals
- Lage: Straßenname und Hausnummer oder Flurstücknummer des Kulturdenkmals. Die Grundsortierung der Liste erfolgt nach dieser Adresse. Der Link (Karte) führt zu verschiedenen Kartendiensten mit der Position des Kulturdenkmals. Fehlt dieser Link, wurden die Koordinaten noch nicht eingetragen. Sind diese bekannt, können sie über ein Tool mit einer Kartenansicht einfach nachgetragen werden. In dieser Kartenansicht sind Kulturdenkmale ohne Koordinaten mit einem roten bzw. orangen Marker dargestellt und können durch Verschieben auf die richtige Position in der Karte mit Koordinaten versehen werden. Kulturdenkmale ohne Bild sind an einem blauen bzw. roten Marker erkennbar.
- Datierung: Baubeginn, Fertigstellung, Datum der Erstnennung oder grobe zeitliche Einordnung entsprechend des Eintrags in der sächsischen Denkmaldatenbank
- Beschreibung: Kurzcharakteristik des Kulturdenkmals entsprechend des Eintrags in der sächsischen Denkmaldatenbank, ggf. ergänzt durch die dort nur selten veröffentlichten Erfassungstexte oder zusätzliche Informationen
- ID: Vom Landesamt für Denkmalpflege Sachsen vergebene, das Kulturdenkmal eindeutig identifizierende Objekt-Nummer. Der Link führt zum PDF-Denkmaldokument des Landesamtes für Denkmalpflege Sachsen. Bei ehemaligen Kulturdenkmalen können die Objektnummern unbekannt sein und deshalb fehlen bzw. die Links von aus der Datenbank entfernten Objektnummern ins Leere führen. Ein ggf. vorhandenes Icon  führt zu den Angaben des Kulturdenkmals bei Wikidata.